# Грей, Томас (хронист)
Томас Грей, или Томас Грей из Хетона (англ. Thomas Grey, или англ. Thomas Gray, 1310-е или 1328 — не позже 22 октября 1369) — английский рыцарь и хронист, участник и летописец англо-шотландских войн и начального периода Столетней войны. Единственный известный английский рыцарь-историк XIV века.

## Биография
Родился в 1310-х годах, по другим данным, около 1328 года в замке Хетон (Корнхилл-на-Твиде, Нортумберленд), в семье рыцаря Томаса Грея и Агнес де Бейлз. Представитель боковой ветви старинного рода Греев, основателем которого был норманнский рыцарь Аншетиль де Грей (1052—1086), предки которого происходили из Грей-сюр-Мер в Нижней Нормандии.
Томас Грей-старший активно участвовал в англо-шотландских войнах при Эдуарде I и Эдуарде II. В мае 1297 года он едва не погиб в стычке с Уильямом Уоллесом под стенами Ланарка, но сумел выжить, и ещё долго участвовал в военных кампаниях.
В мае 1303 года он был захвачен шотландцами в аббатстве Мелроуз, а после освобождения весной следующего года находился при осаде замка Стерлинг, где спас жизнь барону Генри де Бомонту, с которым поддерживал тесные отношения на протяжении большей части своей военной карьеры. При Бэннокбёрне Томас Грей-старший вновь был взят в плен шотландцами в стычке 23 июня 1314 года, накануне главного сражения. С 1319 по 1331 год он служил шерифом и комендантом замка Норем, и умер незадолго до 12 марта 1344 года.
Томас Грей-младший посвящён был в рыцари ещё при жизни отца, и, возможно, уже в 1330-е годы служил вместе с ним в Шотландии. Первый военный опыт он, вероятно, получил в августе 1332 года, участвуя в шотландской экспедиции английских дворян и джентри, известной как «поход лишённых наследства» и завершившейся сражением при Дапплин-Мур. В июне 1338 года сопровождал Уильяма Монтегю, 1-го графа Солсбери в военной экспедиции во Фландрию, а в 1340 году вновь служил на шотландской границе.
В марте 1344 года, в награду за верную службу, назначен был управляющим манора Миддлмаст Миддлтон в Нортумберленде, доставшегося королю в результате конфискаций. 8 января 1345 года назначен был комендантом замка Норем, а 10 апреля того же года получил за службу поместье Хетон, где позже отстроил собственный замок. В 1345 году участвовал в неудачной экспедиции против Слёйса во Фландрии, а в октябре 1346 года сражался в битве при Невиллс-Кроссе, за что получил личное благодарственное письмо от короля Эдуарда III.
30 октября 1353 года, по окончании перемирия с Шотландией, ему поручена была охрана англо-шотландской границы. В августе 1355 года, во время вылазки из замка Норем, Томас Грей вместе с одним из сыновей был захвачен шотландцами после битвы при Несбит-Муре. Содержался в Эдинбургском замке, а 25 ноября 1356 года написал королю Эдуарду III письмо с просьбой о помощи в сборе денег для выкупа. 15 августа 1357 года был освобождён, и в октябре 1357 года отдан под опеку Джона Грея, одного из заложников вместо короля Шотландии Давида Брюса.
В августе 1359 года сопровождал Эдуарда Чёрного принца в походе во Францию. В октябре 1367 года назначен был лордом-хранителем шотландских марок.
Умер в 1369 году, не ранее 22 октября, в своём родовом замке, оставив 10-летнего сына и трёх маленьких дочерей.
Замок Греев Хетон в 1496 году был разрушен шотландской армией короля Якова IV и доныне стоит в руинах. В 1580-х годах члены семейства Греев пытались восстановить его, безуспешно обратившись за необходимой финансовой помощью к королеве Елизавете. В 2011 году замок вместе с поместьем выставлялся на торги по цене 11,5 млн. фунтов стерлингов.

## Хроника
Основным историческим сочинением Томаса Грея является «Скалахроника» (лат. Scalacronica) в пяти частях, написанная на англо-нормандском языке и охватывающая события истории Англии и Шотландии с легендарных троянских времён до 1362 или 1363 года. Название хроники предположительно происходит от лат. scala — букв. латинского перевода родовой фамилии автора (норманд. gree — «лестница»), или же является аллюзией к библейской лествице, которую сам хронист якобы увидел во сне.
Писать её Грей начал ещё в 1356 году, находясь в шотландском плену, в Эдинбургском замке, продолжил после своего освобождения и закончил около 1363 года. В предисловии к ней он рассказывает, что увлёкся историей, читая «от скуки» прозаические и рифмованные хроники на латыни, англо-нормандском и староанглийском языках из библиотеки замка.
Первые книги сочинения Грея неоригинальны и основаны, главным образом, на сообщениях книги Гильды Премудрого «О погибели Британии» (VI в.), «Церковной истории» Беды Достопочтенного (VIII в.), «Истории бриттов» Гальфрида Монмутского, «Хроники Тисилио» Вальтера Оксфордского (XII в.), «Деяний английских королей» Уолтера из Хемингбурга (1312), хроники «Брут» (XIV в.), «Полихроникона» Ранульфа Хигдена (1347) и «Золотой истории» Джона из Тайнмута (сер. XIV в.), а также утраченной хроники францисканца Томаса из Оттербёрна.
Наибольшую ценность «Скалахроника» представляет в разделах, посвящённых событиям правления королей Эдуарда I, Эдуарда II и Эдуарда III, которые составлены автором как очевидцем, а также основаны на рассказах его отца. Довольно обстоятельно изложены в ней военные действия во Франции с 1355 по 1361 год. Сообщения её оканчиваются рассказом о браке между шотландским королём Давидом II Брюсом и Маргарет Лоуги, который автор датирует 1363 годом.
Не особо заботясь о фактологии и хронологической точности, и не углубляясь в отвлечённые рассуждения, Грей последовательно проводит в своём труде идеи преемственности власти Плантагенетов от легендарных троянских предков, подтверждающие их исторические права на завоёванные земли в Шотландии и на континенте. Победитель французов и шотландцев Эдуард III является для него воплощением рыцарской доблести и куртуазности. «Этот король, — пишет он, —  вел веселую жизнь на турнирах и поединках и развлекал дам».
Единственная известная рукопись хроники Грея сохранилась в собрании библиотеки Паркера Колледжа Корпус-Кристи Кембриджского университета под шифром MS 133, куда она была передана известным собирателем манускриптов эпохи Тюдоров — архиепископом Кентерберийским Мэттью Паркером. Вероятно, учёный прелат обнаружил её в библиотеке графов Килдэр, куда она попала, в свою очередь, от внучки Томаса Грея Агнессы Дарси (ум. 1439), в 1397 году вышедшей замуж вторым браком за Джеральда Фицджеральда, 5-го графа Килдэр (ум. 1432).
Рукопись хроники практически полная, за исключением лакуны, охватывающей период пребывания сэра Томаса Грея в шотландском плену; стихотворная анаграмма, зашифрованная в тексте пролога к ней, доказывает его несомненное авторство. Установлено, что в царствование Генриха VIII манускрипт был использован королевским антикварием Джоном Лиландом, автором труда «Путешествие и тщательное исследование английских древностей» (1549), утерявшим его вышеназванную часть, но успевшим его законспектировать. Примерно в это же время из рукописи сделал выписки генеалогического содержания известный придворный и дипломат доктор Николас Уоттон.
В 1836 году неполный текст «Скалахроники», начиная с 1066 года, опубликовал в Эдинбурге, с собственными комментариями и приложениями, археограф и архивист Джозеф Стивенсон, а в 1907 году вторую её часть, за 1274—1362 годы, издал в Глазго в собственном английском переводе известный шотландский политик, писатель и публицист баронет Герберт Максвелл. Новейшая публикация хроники была выпущена в 2005 году в Вудбридже (Суффолк, Англия) и Рочестере (штат Нью-Йорк, США) под редакцией историка-медиевиста профессора Саутгемптонского университета Энди Кинга.

## Семья
Примерно в 1353 году Томас Грей женился на Маргарет де Пресфен, дочери и наследнице нортумберлендского рыцаря Уильяма де Пресфена. У них был, как минимум, один сын и три дочери:
- Томас Грей 3-й (1359—1400)[6], который женился на Джоанне де Моубрей (ум. 1410), сестре Томаса де Моубрея, 1-го герцога Норфолка, и дочери барона Джона де Моубрея (ум. 1368) и Элизабет де Сегрейв.
- Элизабет Грей (ум. 11 августа 1412), вышедшая замуж за Филиппа Дарси, 4-го барона Дарси из Найта (ум. 24 апреля 1399).
- Агнесс Грей (ум. 1420), вышедшая замуж за барона Томаса Умфравилля (ум. 1391).
- Джоанна Грей (ум. 1434), вышедшая замуж сначала за сэра Джона Херона (ум. 1386), а вторым браком — за барона Ральфа де Кромвеля.

Один из его внуков получил титул графа Тенкервилля.
У Грея также было четыре сестры, которые вышли замуж за рыцарей Джона де Эйра, Уильяма де Фелтона, Уильяма Херона и Джеральда Сальвайна.

## Публикации
- Scalacronica: by sir Gray Thomas of Heton, knight. A Chronicle of England and Scotland from A.D. MLXVI to A.D. MCCCLXII. Edited by Stevenson Joseph. — Edinburgh: Pr. for the Maitland Club, 1836. — lxxiv, 321, xxxviii p.
- Scalacronica. The reigns of Edward I, Edward II and Edward III as Recorded by Sir Thomas Gray. Edited and translated by Herbert Maxwell. — Glasgow: James Maclehose & Sons, 1907. — xviii, 195 p.
- Sir Thomas Gray's Scalacronica, 1272—1363. Edited and translated and with an introduction by Andy King. — Woodbridge et Rochester: The Boydell Press, 2005. — lxiv, 288 p. — (Publications of the Surtees Society, 209). — ISBN 978-0-85444-064-1.